# Feu Nicolas
Pour plus de détails, voir Fiche technique et Distribution.
Feu Nicolas est un film français réalisé par Jacques Houssin, sorti en 1943.

## Fiche technique
Source : IMDb, sauf mention contraire
- Réalisation : Jacques Houssin
- Scénario :  Jean Guitton et André Mouézy-Éon (auteurs), Jean Féline
- Musique du film : Louis Gasté
- Photographie : Paul Cotteret
- Montage : André Versein
- Décors : Max Douy
- Producteur(s) : Ayres d'Aguiar
- Société(s) de production et  de distribution : Gray-Film
- Format :  Noir et blanc - 1,37:1 - 35 mm - Son mono
- Pays de production : France
- Genre : Comédie
- Durée : 98 minutes
- Date de sortie :	
  - France : 17 novembre 1943
- Affiches : Claire Finel, Fernand François (France)

## Distribution
- Rellys : Nicolas, un cafetier qui se fait passer pour mort
- Suzanne Dehelly : Madame Ballard, la nouvelle propriétaire du café qui le transforme en boîte de nuit
- Jacqueline Gauthier : Jacqueline, l'épouse charmante mais dépensière de Nicolas
- Raymond Cordy : Victor, le garçon de café employé par Nicolas
- Yves Deniaud : Rigaud, l'ami de Nicolas
- Tramel : Levasseur, l'entrepreneur des pompes funèbres
- Jean-Jacques Delbo : Villiers, le commanditaire de la boîte de nuit
- Robert Dhéry : Edouard, le neveu de Nicolas à Pont-à-Mousson
- Guy Sloux : Filochard, un figurant de cinéma auquel Rigaud a dérobé ses papiers, le croyant suicidé
- Gustave Gallet : le directeur de Radio Ville
- Robert Allard : le client au piano
- Eugène Frouhins : un enquêteur
- Maurice Salabert : le régisseur
- Frédéric Mariotti : un enquêteur
- Albert Malbert : un huissier
- Georges Péclet : le metteur en scène
- Albert Broquin : un veilleur de nuit
- Alexandre Mihalesco : le médecin
- Max Elloy : le croque-mort
- Odette Talazac : Fanny Barbizonde
- Eugène Yvernes
- Léo Marjane